# RLL (Riprenditi le lacrime)
#RLL (Riprenditi le lacrime) è un singolo della cantautrice italiana Nina Zilli, il secondo estratto dal terzo album in studio e pubblicato il 3 aprile 2015.

## Video musicale
Il videoclip, diretto da Jansen & Rodriguez, è stato pubblicato il 10 aprile 2015 attraverso il canale YouTube della cantante.